# Övre Avan
Övre Avan och Nedre Avan är två tjärnar i Falu kommun. De ligger i direkt anslutning till Utgrycken. Krockforsån rinner igenom dem.
Vanligt förekommande fisk är abborre, gädda, mört och öring.